# 미제레레 (알레그리)
미제레레(Miserere, 전체 제목: Miserrere mei, Deus, 라틴어로 "신이시여 자비를 베푸소서")는 이탈리아 작곡가 그레고리오 알레그리의 시편 51편( 70인역 번호의 시편 50편)의 세팅이다. 그것은 아마도 1630년대에 교황 우르바노 8세의 통치 기간 동안 성주간 테네브라 에 예배 동안 시스티나 예배당 을 독점적으로 사용하기 위해 작곡되었으며, 기록되지 않은 공연 전통과 꾸밈음으로 인해 그 신비로움이 증가했다. 이 곡은 각각 5명과 4명의 목소리로 구성된 두 합창단을 위해 작곡되었으며, 교대로 노래하고 합쳐져서 9파트 폴리포니로 엔딩을 노래한다.
1638년경 작곡,  미제레레는 1514년 이래로 시스티나 예배당에서 사용된 12개의 팔소보르도네 중 마지막이자 가장 유명한 곳이다. 어느 시점에서 음악을 필사하는 것이 금지되었고 시스티나 예배당의 특정 예배에서만 연주가 허용되어 이를 둘러싼 미스터리를 더했다.
신성 로마 제국 황제 레오폴드 1세, 포르투갈의 왕, 주앙 5세와 마르티니에게 1770년 이전에 세 권의 승인된 사본이 배포되었다. 그러나 세 사람 중 누구도 시스티나 예배당에서 매년 공연되는 이 작품을 성공적으로 포착하지 못했다.  대중적인 이야기에 따르면(1770년 4월 14일 볼프강의 아버지인 레오폴트 모차르트가 아내에게 쓴 편지가 뒷받침됨), 모차르트는 14세 때 수요일 예배에서 이 곡을 처음 들었을 때 로마를 방문했다. 그날 늦게 그는 그것을 완전히 기억에서 적어 놓았고, 그 금요일에 예배당으로 돌아와 약간의 수정을 가했다. 그러나 이 이야기의 많은 부분에 의문이 제기되었다. 이 노래를 듣고 작곡한 지 3개월도 채 되지 않아 모차르트는 이 작품으로 명성을 얻었고 교황 클레멘스 14세에 의해 로마로 다시 소환되었는데, 그는 그의 음악적 천재성에 찬사를 보내고 그에게 황금 박차 훈장을 수여했다. 여행하는 동안 그는 영국 역사가 찰스 버니를 만났고, 그는 그에게서 작품을 얻어 런던으로 가져갔고, 그곳에서 1771년에 출판되었다. 이 작품은 또한 1831년 멘델스존과 리스트에 의해 필사되었으며, 다른 다양한 18세기와 19세기 자료가 남아 있다. 금지령 해제 이후, 현재 연주 되는 아카펠라 합창 작품 중 가장 인기 있는 작품 중 하나가 되었다.